# Giuseppe Brunner
Giuseppe Brunner (Trento, 1871 – Trento, 1951) è stato un fotografo italiano.
Deve la sua notorietà per aver messo a punto la modifica del negativo a raschietto in grado di dare sembianza di opere d'arte alle stampe fotografiche, in particolare ebbe risonanza per il Santo Volto di Gesù, tratto dalla Sacra Sindone, del 1934

## Biografia
Scarsissime sono le notizie attorno alla vita e alla figura di questo fotografo che pure ebbe una certa importanza nel panorama non solo italiano. Allievo di Giovanni Battista Unterveger e di Giovanni Battista Altadonna (1824-1890), che i due maestri, ad un certo momento, condivisero lo stesso stesso studio e che Unterveger cedette ad Altadonna, decise di aprire un proprio studio fotografico a Trento nel 1896, anche se tale studio era quello che Unterveger aveva ceduto ad Altadonna e che, a sua volta, assieme a tutta l'attrezzatura, cedette allo stesso Brunner, il quale si presentò al pubblico come "Successore G. B. Altadonna".
Nel primo Ventennio del Novecento, nonostante la prima guerra mondiale, che interessò proprio le terre tridentine, ebbe un notevole successo nel ritratto soprattutto nel primo dopoguerra, col suo stile raffinato, di gusto un po' pittorialista, con una clientela aristocratica e borghese, e venendo chiamato già da molti anni, più volte, a Roma per ritrarre i papi Leone XIII, Pio X, Benedetto XV, e Pio XI, oltre a molti cardinali e vescovi, attività che gli fece ottenere il titolo di "fotografo pontificio e vescovile", anche se fin dal 1905 si era aggiudicato la medaglia d’oro all’Esposizione internazionale della Società fotografica italiana, tenutasi a Firenze. 
La sua opera più famosa è il ritratto del volto di Cristo ricavato dalla Sacra Sindone. Fu fotografata da Giuseppe Enrie (1886-1961), un fotografo d'avanguardia, un ricercatore e un giornalista nel campo futurista. Venne incaricato dalla Casa Savoia di fotografare la Sindone nel 1931 poiché nel mese di maggio di quell'anno era prevista l'ostensione. Fino a quel momento l'unica foto conosciuta della Sindone era quella scattata nel 1898 da Secondo Pia. Enrie fece togliere il vetro di proiezione, posizionare una illuminazione adeguata e scattò una serie di dodici immagini sia di inquadrature del totale della figura che dei dettagli.
Nel frattempo Brunner aveva messo a punto una tecnica di raschiamento del negativo così da rendere il positivo sulla carta come se avesse le sembianze di un'opera d'arte. Questa tecnica lo rese famoso in tutta Europa. Un compito che lo stesso Brunner ricevette dalle autorità vaticane. Tecnica che applicò anche alla foto di Enrie sul negativo del volto del Cristo che sulla carta acquisì un'aura solenne e al contempo "santa". L'opera ottenne i più alti riconoscimenti da parte della chiesa tanto che il cardinale Ildefonso Schuster intitolò una nuova chiesa a Milano alla Chiesa del Sacro Volto.
Lavorò anche in società, con la denominazione "Brunner & C." a Como e "G. Brunner & Comp." a Trento. La società comasca fu editrice di cartoline fotografiche con la denominazione: "Edit, Brunner & C., Como-Zürich - Stab. eliografico". Tra i suoi lavoranti ed allievi vi furono Enrico Pedrotti e Mario Albertini (1906-1979).